# 찰스 디어콥
찰스 디어콥(Charles Dierkop, 1936년 9월 11일 ~ 2024년 2월 25일)는 미국의 배우, 가수, 희극인이다. 라크로스에서 태어났다.

## 출연 작품
- 포겟 미 낫 (2009년)
- 제임스 딘(영어판) (2001년)
- 폭풍 질주 (1995년)
- 백색 살인 (1991년)
- 레인저 (1990년)
- 불멸의 열정 (1989년)
- 죽음의 사자 (1988년)
- 그로테스크(영어판) (1988년)
- 죽음의 밤 (1984년)
- 데드 피플 (1973년)
- 밸리 고교에서 생긴 일 (1973년)
- 스팅 (1973) - 플로이드 역
- 엔젤스 하드 에스 데이 컴 (1971년)
- 파운드 (1970년 영화)
- 내일을 향해 쏴라 (1969)
- 건 (1967년)
- 발렌타인 데이의 대학살 (1967년)
- 전당포 (1964년)
- 해저 여행 (1961년)

### 텔레비전
- 딜론 보안관 (1966-73)
- 보난자 (1969-72)
- 여형사 페퍼 (1974-78)
- 꿈꾸는 낙원 (1980-82)
- 더 폴 가이 (1983-85)
- 달리는 사이먼 (1986-88)